# PE 1 und 2 (Zweitbesetzung)
Die Lokomotiven PE 1II und 2II gehören zu einer Reihe von Heißdampf-Tenderlokomotiven der Achsfolge C, die von der Linke-Hofmann-Lauchhammer Aktiengesellschaft in Breslau 1925 für die Prignitzer Eisenbahnen (PE) gebaut wurden.
1941 kamen sie mit der Verstaatlichung der PE zur Deutschen Reichsbahn und erhielten die Betriebsnummern 89 911–912. Die 89 911 blieb  nach 1945 bei der polnischen PKP und wurde als TKh100-54 eingereiht. Sie wurde 1967 ausgemustert. Die 89 912 wurde 1944 an einen Industriebetrieb abgegeben und  1956 außer Dienst gestellt.

## Geschichte und Einsatz
In den 1920er Jahren begannen die Prignitzer Eisenbahnen ihren Lokomotivpark systematisch von Nassdampf auf Heißdampfbetrieb umzustellen. Die neu beschafften Maschinen erhielten die Nummern ausgemusterter älterer Lokomotiven in Zweitbesetzung. Die beiden Lokomotiven werden in einzelnen Veröffentlichungen als ELNA-Lokomotiven bezeichnet, können jedoch auf Grund fehlender technischer Daten nicht mit diesen verglichen werden.
Die Schlepplasten der Lokomotiven wurden mit 294 t in der Ebene bei 50 km/h angegeben. Auf Steigungen mit 2 ‰ konnten 338 t mit 40 km/h und bei 5 ‰ 366 t mit 30 km/h befördert werden. Eingesetzt waren die Lokomotiven vornehmlich im Güterzugdienst.

## Technische Merkmale
Die Lokomotiven hatten einen genieteten Blechrahmen, in dessen Rahmenwangen ein Wasserkasten T-förmig eintauchte. Die Radsätze waren fest im Rahmen gelagert. Der Kohlenkasten war, wie bei den ELNA 4, hinter dem Führerhaus angeordnet.
Der genietete Kessel bestand aus einem Schuss. Auf dessen vorderem Teil war ein Dampfdom mit Nassdampf-Ventilregler und auf dem hinteren Teil ein Sandkasten untergebracht. Die Lokomotiven besaßen einen Überhitzer Bauart Schmidt. Auf dem Stehkessel war vor dem Führerhaus ein Sicherheitsventil der Bauart Ramsbotton untergebracht. Gespeist wurde der Kessel von einer Kolbenspeisepumpe mit Oberflächenvorwärmer, der auf dem rechten Umlauf vor dem Führerhaus lag. Außerdem war eine Strahlpumpe vorhanden.
Das Zweizylinder-Heißdampftriebwerk hatte waagerecht liegenden Zylinder mit Heusinger-Steuerung. Der Kreuzkopf wurde einschienig auf der Gleitbahn geführt. Als Treibachse wurde der dritte Radsatz angegeben.
Die Lokomotiven besaßen eine indirekte Bremse von Knorr sowie eine Wurfhebelbremse. Die Druckluft wurde von einem zweistufigen Luftpresser erzeugt, der rechts neben der Rauchkammer lag. Die Lokomotiven besaßen einen Druckluftsandstreuer, ein Dampfläutewerk Bauart Latowski auf dem Rauchkammerscheitel vor dem Dampfdom, eine Dampfpfeife auf dem Führerhaus und elektrische Beleuchtung. Der Turbogenerator lag quer zur Fahrtrichtung auf dem Rauchkammerscheitel hinter dem Schornstein.